# Tvrtko I de Bosnia
Esteban Tvrtko I (en serbocroata: Stjepan Tvrtko, en serbio: Стефан Твртко; c. 1338-10 de marzo de 1391) fue el primer rey de Bosnia. Como miembro de la Casa de Kotromanić, sucedió a su tío Esteban II como ban de Bosnia en 1353. Debido a que era menor de edad en ese momento, su padre, Vladislav, gobernó por breve tiempo como regente, seguido por su madre, Jelena. Cuando empezó a gobernar por cuenta propia, llegó a tener desavenencias con el clero católico de su país, pero luego mantendría buenas relaciones con todas las comunidades religiosas en su reino. Después de dificultades iniciales —la pérdida de grandes partes de su territorio ante su soberano, Luis I de Hungría, y de ser brevemente depuesto por sus propios magnates— su poder creció de manera considerable. Conquistó algunas partes del vecino Imperio serbio en 1373, después de la muerte de su último gobernante y pariente lejano, Uroš V Nemanjić. En 1377, se coronó rey de Bosnia y de los serbios; reclamaba ser heredero de la dinastía Nemanjić, que se había extinguido con la muerte de Uroš V.
A medida que el Reino de Bosnia continuó expandiéndose, la atención de Tvrtko se desplazó hacia la costa del Adriático. Consiguió el control de todo Pomorje y de las principales ciudades costeras de la zona, estableció nuevos asentamientos y comenzó a construir una armada, pero nunca logró someter a los señores independientes de los territorios serbios. La muerte de Luis y el ascenso al trono de su hija María en 1382 le permitieron aprovechar la crisis sucesoria que siguió en Hungría y Croacia. Después de una lucha amarga, de 1385 a 1390, logró conquistar grandes partes de Eslavonia, Dalmacia y la Croacia central. Luego de la batalla de Kosovo en 1389, su débil pretensión sobre Serbia se hizo irreal, ya que la nobleza local que buscaba someter se volvieron vasallos del Imperio otomano. Los otomanos también iniciaron sus primeros ataques contra Bosnia durante su reinado, pero su ejército pudo repelerlos. Su repentina muerte en 1391 le impidió solidificar el dominio de la Casa de Kotromanić en las tierras croatas.
Tvrtko es ampliamente considerado como uno de los más grandes gobernantes medievales de Bosnia, ya que expandió las fronteras del país a su máxima extensión, dejó una economía fuerte y mejoró el nivel de vida de sus súbditos. Le sobrevivió al menos un hijo, Tvrtko II, pero fue sucedido por Dabiša, bajo el cual su floreciente reino comenzó a declinar.

## Minoría

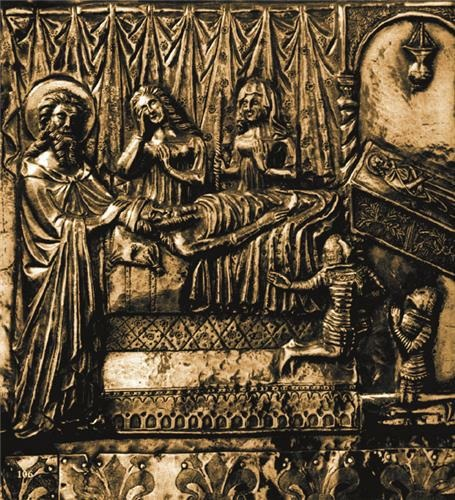
Tvrtko con su madre, su hermano y su prima Isabel en el lecho de muerte de su tío Esteban II, como se muestra en el arcón de san Simeón a fines de la década de 1370.

Tvrtko era el primogénito de Vladislav Kotromanić y Jelena Šubić, y probablemente nació un año después del matrimonio de estos, que se celebró en 1337. Su padre era hermano del ban Esteban II de Bosnia, y su madre, la hija del noble croata Jorge II Šubić de Bribir. Posiblemente recibió una educación católica; su madre profesaba esta religión, y su tío también se adhirió a ella poco después de su nacimiento. Esteban murió en septiembre de 1353, sin haber tenido un heredero varón que lo sucediera. Aunque su hermano todavía estaba vivo, el título de ban pasó directamente a Tvrtko; el motivo por el que se le excluyó de la sucesión se desconoce. Sin embargo, este solo tenía unos quince años en ese momento, por lo que su padre gobernó como regente. Poco después de su ascenso al trono, viajó con su padre por sus dominios para establecer relaciones con sus vasallos. Jelena reemplazó a su esposo como regente a su muerte en 1354. De inmediato viajó a la corte de su señor, el rey Luis I de Hungría para obtener su consentimiento sobre los derechos sucesorios de Tvrtko. Después de su regreso, celebró una asamblea (stanak) en Mile, donde se confirmaron las posesiones y privilegios de los nobles de «Bosnia, Donji Kraji, Zagorje y la Tierra de Hum».
La muerte de Mladen III Šubić, hermano de Jelena, en 1348, provocó el declive de su familia y un largo conflicto sobre sus posesiones. En mayo de 1355, Tvrtko y su madre marcharon con un ejército hacia Duvno para reclamar su parte de la herencia. Se llegó a un acuerdo con el vice-ban de Dalmacia por el cual recibieron todas las ciudades que habían estado en poder de su abuelo, Jorge II Šubić, y una ciudad que pertenecía a su tía Catalina, pero se desconoce si realmente tomaron posesión de ellas.
El estado gobernado por su tío comenzó a fragmentarse con la llegada al poder de Tvrtko, para satisfacción de su soberano húngaro; Luis estaba interesado en alentar a los nobles bosnios para actuar independientemente de su señor, lo que obligaba a este a competir con el húngaro por su lealtad para reconstruir el Estado bosnio. El rey también representaba una amenaza más directa; estaba decidido a incrementar sus dominios personales, y en todo su reino se dedicó a recuperar todas las tierras que alguna vez pertenecieron a sus predecesores. Aprovechando la precaria situación a principios del reinado de Tvrtko, reclamó la mayor parte de Donji Kraji y el oeste de Hum hasta el río Neretva, incluida la próspera ciudad aduanera de Drijeva. En 1357, el rey consiguió obligar al ban a viajar a Hungría, donde se confirmó la sesión de esos territorios como dote de su esposa Isabel, hija de Esteban II, con quien se había casado en 1353. En julio, Tvrtko y su hermano menor Vuk fueron confirmados como gobernantes de Bosnia y Usora. Donji Kraji y Hum se omitieron adrede de sus títulos, y quizás recibieron Usora como compensación. El rey impuso dos condiciones a los hermanos: uno de ellos permanecería en la corte húngara mientras que el otro se encontraría en Bosnia, y se esforzarían por suprimir Iglesia bosnia, considerada herética.

## Dificultades iniciales
Poco se sabe sobre los asuntos internos en Bosnia entre 1357, cuando Tvrtko comenzó a gobernar por su cuenta, y 1363. Su política religiosa se enfocó en este período, ya que el Papado de Aviñón se volvió más insistente en frenar la Iglesia bosnia. Esto lo ponía en peligro, ya que, aunque fue católico durante toda su vida, el rey húngaro ahora tenía un pretexto religioso para invadir su territorio. La muerte del obispo de Bosnia —Peregrín de Sajonia, un partidario del ban y reconocido por este como su «padre espiritual»— condujo al nombramiento de Pedro Siklósi al trono episcopal. El nuevo obispo promovió de manera activa la idea de lanzar una nueva cruzada contra Bosnia, lo que le granjeó la hostilidad del ban. Este último incluso intentó conspirar en su contra, pero fracasó cuando un lector descubrió sus cartas en Đakovo, la residencia de Pedro. La Iglesia bosnia, mientras tanto, sobrevivió durante todo su reinado, pero solamente se hizo prominente en los asuntos estatales después de su muerte. Una fuente hostil incluso intentó vincularlo con ella debido a su tolerancia hacia todas las religiones locales, incluido el cristianismo ortodoxo en Hum.

Primer sello de Luis I de Hungría, perdido (oficialmente «robado») durante su campaña contra Bosnia.

A comienzos de su gobierno personal, el joven ban de alguna manera incrementó considerablemente su poder. Aunque siempre recalcaba su subordinación a la corona húngara, empezó a considerar la lealtad de los nobles de Donji Kraji a Luis como una traición contra sí mismo. En 1363, estalló un conflicto entre los dos hombres. La causa no está clara, aunque el rey declaró que su intención era erradicar a los herejes bosnios. En abril, había comenzado a reunir un ejército; y en mayo, los funcionarios de la República de Ragusa ordenaron a sus comerciantes que abandonaran Bosnia debido al inminente conflicto. Las mesnadas reales atacaron Donji Kraji, donde la nobleza bosnia dividió sus lealtades. Un mes después, un ejército comando por el nádor de Hungría, Nicolás Kont, y el arzobispo de Estrigonia, Nicolás Keszei, atacaron Usora. Vlatko Vukoslavić desertó al bando húngaro y rindió la importante fortaleza de Ključ, pero Vukac Hrvatinić logró defender la fortaleza de Sokograd en la župa de Pliva, lo obligó a los húngaros a retirarse. En Usora, la fortaleza de Srebrenik resistió contra otro «ataque masivo», que sufrió la vergüenza de perder el sello real. La exitosa defensa de Srebrenik marcó la primera victoria de Tvrtko contra Hungría.

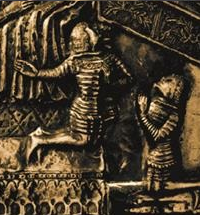
Tvrtko y su hermano Vuk representados en el arcón de san Simeón (detalle de la escena que representa la muerte de Esteban II).

La unidad de los magnates bosnios se desvaneció tan pronto como los húngaros fueron derrotados, los que debilitó su posición y la idea de una nación unida. En 1364, Tvrtko, su madre y su hermano obtuvieron la ciudadanía veneciana, un honor que les garantizaba un refugio en caso de necesidad, pero también los obligaba a proteger a los sus comerciantes. Varias cartas emitidas por sus predecesores, y confirmadas luego por Tvrtko, prometían la misma protección a los comerciantes raguseos. Sin embargo, a fines de 1365, ambas repúblicas se quejaron ante el ban sobre el trato que sus vasallos daban a sus mercaderes. Evidentemente, había perdido el control sobre sus feudatarios. La anarquía se intensificó y, en febrero del año siguiente, los magnates se rebelaron y lo destronaron. Poco se sabe sobre las circunstancias bajo las cuales fue depuesto. Acusando a los magnates de traición «principalmente contra Dios» y contra su persona, huyó de Bosnia con su madre. Fue reemplazado por su hermano menor, que hasta ese momento había regido como «ban joven». El papel personal de Vuk en la rebelión es incierta.
Tvrtko actuó con resolución y eficiencia. Se refugió en la corte húngara, donde lo recibió su antiguo enemigo, el rey Luis. Aparentemente insatisfecho con el giro de los acontecimientos, el rey le proporcionó apoyo, probablemente militar, para recuperar sus dominios. Regresó a Bosnia y en marzo y restableció el control sobre una parte del país a finales de ese mes, incluidas las zonas de Donji Kraji, Rama, donde residía, Hum y Usora. Con el fin de asegurarse la lealtad de los nobles que había subyugado, así como para ganarse a los que todavía apoyaban a Vuk, otorgó una serie de concesiones; en agosto entregó a Vukac Hrvatinić toda la župa de Pliva por su participación en la guerra de 1363 con Hungría. Después de un rápido éxito inicial, su campaña se ralentizo. Sanko Miltenović, gobernante del este de Hum, desertó a su hermano a fines de 1366. A lo largo del año siguiente, expulsó a su hermano hacia el sur, y finalmente lo obligó a huir a Ragusa. Sanko, el último seguidor del anterior ban, se sometió a fines del verano y se le permitió conservar sus posesiones. Los funcionarios raguseos hicieron un esfuerzo para procurar la paz entre los hermanos enemistados, y en 1368, Vuk solicitó al papa Urbano V que interviniera a su favor ante el rey Luis. Esos esfuerzos fueron inútiles; pero en 1374, se había reconciliado con Tvrtko en términos muy generosos.

## Conquistas en Serbia y matrimonio
La muerte del zar Esteban Dušan y el ascenso de su hijo Uroš V, en diciembre de 1355, fue seguido rápidamente por la ruptura del amenazante Imperio serbio; este se desintegró en señoríos autónomos que, por sí mismos, no podían resistir a Bosnia. Esto permitiría a Tvrtko expandir sus dominios hacia el este, pero los problemas internos le impidieron aprovechar esa oportunidad de inmediato. Un señorío en su frontera oriental, pertenecía al noble más poderoso de Serbia, Vojislav Vojinović, y cuando este atacó Ragusa en 1361, la república apeló a Bosnia en busca de ayuda, pero sus suplicas fueron en vano. La viuda de Vojislav, Gojislava, que gobernaba en nombre de sus hijos menores, había permitido a Tvrtko cruzar por las tierras de su familia durante su conflicto con Vuk, y esto hacia que el ban mantuviera buenas relaciones con la familia Vojinović. Sin embargo, no pudo protegerla de Nicolás Altomanović, sobrino de su esposo, quien se apoderó de las tierras de sus hijos en noviembre de 1368. Todo lo que pudo hacer fue ayudar a la viuda desposeída a llegar a su natal Albania.

División del Imperio serbio entre Bosnia y los señores regionales serbios después de 1374.

El ambicioso Altomanović pronto comenzó a incitar rebeliones en Bosnia; Sanko Miltenović se levantó contra su señor nuevamente y una vez más fue derrotado y perdonado en 1369. Tvrtko y Nicolás sellaron la paz en agosto de 1370, pero la beligerancia de este último pronto le valió la enemistad de todos sus vecinos. Altomanović se unió a una coalición formada por Venecia y el señor de Zeta, Đurađ I, con la intención de atacar Ragusa y Kotor. El ban y Lazar Hrebljanović, señor de la Serbia del Morava, ambos respaldados por Hungría, actuaron para proteger esas ciudades. Lazar también juró lealtad a Luis, después de lo cual recibieron mil caballeros para contrarrestar a Altomanović, a quien derrotaron de forma decisiva en el otoño de 1373; sus tierras se dividieron entre los aliados victoriosos. Bosnia se apoderó de la parte superior de Podrinje, Gacko y una parte de Polimlje con el monasterio de Mileševa. Esta fue la primera expansión significativa de Tvrtko durante su reinado y le dio una influencia sustancial sobre los asuntos serbios.
En 1374, se casó con Dorotea, hija del zar Iván Estratsimir de Bulgaria. El matrimonio probablemente fue arreglado por Luis, que había mantenido a Dorotea y su hermana como rehenes en su corte para asegurar la lealtad de su padre. La novia era cristiana ortodoxa, pero el matrimonio se ofició bajo el rito católico por el viejo enemigo de Tvrtko, Pedro Siklósi, a quien se le otorgó grandes extensiones de tierra. El ban solidificó así sus relaciones con la Iglesia católica y obtuvo el reconocimiento del papa Gregorio XI.
La división de las tierras de Altomanović creó fricciones entre Bosnia y Zeta, ya que este último se apoderó de las župas costeras que Tvrtko esperaba anexar. A principios de 1377, el ban conspiró con éxito con los habitantes de Travunia para apoderarse de Trebinje, Konavli y Dračevica, con lo que realizaba sus últimas conquistas en Serbia. Para entonces, aquel país se había reducido a un mosaico de señoríos independientes.

## Coronación
Uroš V, el último soberano de la dinastía Nemanjić, murió en diciembre de 1371. Su cogobernante escogido, Vukašin Mrnjavčević, dejó a un hijo, Marko, quien tomó el título real. Habiendo sido obligado a aceptar la soberanía otomana, no fue reconocido como rey por ninguno de los magnates serbios, lo que dejaba efectivamente el trono vacante. Serbia se dividió entre Marko, cuyo pequeño reino se extendía no más allá del oeste de Macedonia, Lazar, el noble de mayor poder, su yerno Vuk Branković, Đurađ de Zeta y Tvrtko de Bosnia.
No obstante, la idea de restaurar el Imperio serbio persistió. Đurađ lo discutió en una de sus cartas, pero los señores regionales serbios no eran considerados adecuados. Solo habían alcanzado prominencia recientemente y carecían de antecedentes familiares ilustres, así como de títulos formales de sus dominios; eran simplemente «señores». Tvrtko no solo controlaba una parte significativa de Serbia, sino que era miembro de la dinastía que había gobernado como banes de Bosnia desde tiempos inmemoriales y, lo más importante, podía presumir de descender de los Nemanjić. Una genealogía publicada en las tierras serbias que recién había conquistado, enfatizaba su parentesco con aquella dinastía, derivada de su abuela paterna, Isabel, hija del rey Dragutin. Un logoteta serbio llamado Blagoje, que encontró refugio en la corte bosnia, atribuyó a Tvrtko el derecho a conseguir una «doble corona»: una para Bosnia, que su familia había gobernado desde su fundación, y otra para las tierras serbias de sus antepasados Nemanjić, que habían «abandonado el reino terrenal por el celestial». Argumentando que Serbia se había «quedado sin su pastor», el ban propuso ser coronado como su rey.
La coronación de Tvrtko como rey de Bosnia y Serbia se llevó a cabo en el otoño de 1377 (probablemente el 26 de octubre, festividad de san Demetrio), pero todavía no hay un consenso total sobre dónde y quién la realizó. Opinión de que el cronista raguseo Mavro Orbini, cuando escribió en 1601 que la coronación fue realizada por el arzobispo metropolitano en el monasterio de «Mileševa en la ciudad con el mismo nombre», quiso decir que el monasterio era Mileševa y la persona que realizó la coronación fue su obispo metropolitano ortodoxo, fue adoptado entre historiadores como Jiriček (en 1923), Ćorović (1925), Dinić (1932), Solovjev (1933). Tal opinión, todavía perpetuada solo en la historiografía serbia, contradice investigaciones recientes basadas en metodología moderna en otros lugares. Citando investigaciones arqueológicas e históricas más recientes, los historiadores croatas y bosnios están de acuerdo en que la coronación tuvo lugar en la iglesia franciscana de san Nicolás en la ciudad bosnia de Mile, y probablemente fue realizada por el djed de la Iglesia bosnia. Este lugar es sin duda el lugar indiscutible de las coronaciones de los sucesores de Tvrtko I, así como el lugar de enterramiento de algunos de sus predecesores.
Escribiendo a Ragusa poco después de su coronación, Tvrtko reclamó con éxito el impuesto de san Demetrio, que se pagaba a los monarcas serbios desde el siglo XIII. Aunque se presentó como heredero de los Nemanjić, Tvrtko decidió asumir el título real de su bisabuelo, en lugar de continuar el reclamo impopular de Dušan de un estilo imperial, convirtiéndose así en «por la Gracia de Dios, rey de los serbios, Bosnia, Pomorje y las Zonas Occidentales». Además del título real, también adoptó el nombre simbólico de Esteban para asociarse con los reyes Nemanjić; sus sucesores hicieron lo mismo. Tvrtko, de hecho, a veces omitió por completo su nombre de nacimiento y usó solo el honorífico. Su legitimidad a la realeza se derivó de su derecho al trono serbio, y probablemente fue reconocido por Lazar Hrebljanović y Vuk Branković, pero el nuevo nunca estableció su autoridad sobre los señores regionales. Su nuevo título también fue aprobado por Luis y su sucesora María. Venecia y Ragusa se referían constantemente a Tvrtko como rey de Rascia, Ragusa incluso se quejaba, en 1378, sobre la preocupación del monarca por su nuevo reino. A pesar de sus cordiales relaciones con su clero, sus pretensiones en Serbia no contaron con el apoyo de la Iglesia ortodoxa local, lo que obstaculizó severamente sus esfuerzos.

## Desarrollo económico

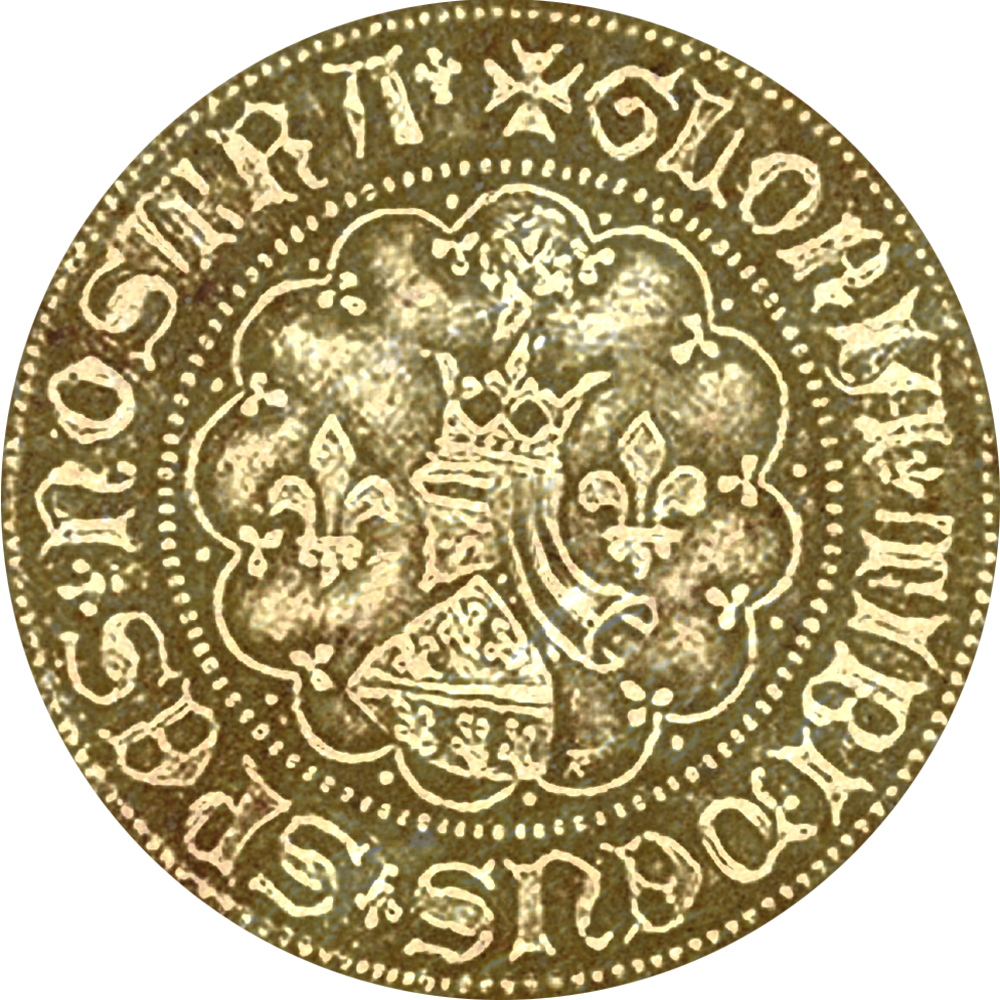
Moneda de Tvrtko, con la flor de lis y su escudo de armas.

Al haber ocupado tanta tierra serbia como pudo, el rey Tvrtko dirigió su atención a la costa. El rápido crecimiento económico de Bosnia, que comenzó durante el reinado de su tío, continuó sin cesar incluso durante los disturbios políticos que siguieron a su ascenso al trono. La exportación de minerales metalíferos y metalistería (principalmente plata, cobre y plomo) formaron la columna vertebral de la economía bosnia. Estos bienes eran transportados a través de los Alpes dináricos hasta la orilla del mar, donde fueron comprados principalmente por las Repúblicas de Ragusa y Venecia. Las ciudades marítimas de Ragusa y Kotor también dependían del reino de Tvrtko para la alimentación, una dependencia que aprovechó para aumentar los precios inicialmente bajos y, para los bosnios, los precios desfavorables. Sin embargo, el reino no pudo hacer un uso económico de su parte de la costa del Adriático, desde el río Neretva hasta la bahía de Kotor, ya que carecía de asentamientos importantes. Las tres principales ciudades de la zona estaban controladas por Hungría: Drijeva, que Tvrtko se vio obligado a ceder a Luis en 1357, Ragusa y Kotor.
La guerra de Chioggia estalló entre las antiguas repúblicas rivales de Venecia y Génova en 1378, y pronto involucró a los vecinos del primero. El rey Luis se puso del lado de Génova y Ragusa, subordinada a Hungría y competidora de Venecia en el Adriático, también lo hizo. Los venecianos, que tomaron Kotor en agosto de 1378, hicieron un esfuerzo para que Bosnia se uniera a la guerra de su lado, lo que causó pánico en Ragusa. Tvrtko, sin embargo, ofreció ayuda a los raguseos, que lo rechazaron en un principio. La muerte de Đurađ de Zeta justificó la participación del rey en los asuntos serbios, lo que redujo su capacidad de participar activamente en el conflicto. Los raguseos comenzaron a pedir la destrucción de Kotor, cuyos funcionarios prometieron renunciar a su alianza con Venecia y regresar a ser vasallo de Luis. Sin embargo, la ciudad no cumplió esta promesa, pero en cambio prometió lealtad a Tvrtko, quien reclamó la ciudad como parte de la herencia de sus antepasados Nemanjić. El clima político era ideal, ya que iba a tomar una propiedad enemiga de Luis. Los raguseos estaban furiosos y se produjo un embargo. Tvrtko defendió la ciudad, pero fue traicionado en junio de 1379, cuando Kotor derrocó a su gobernador veneciano y volvió a someterse directamente a Hungría.

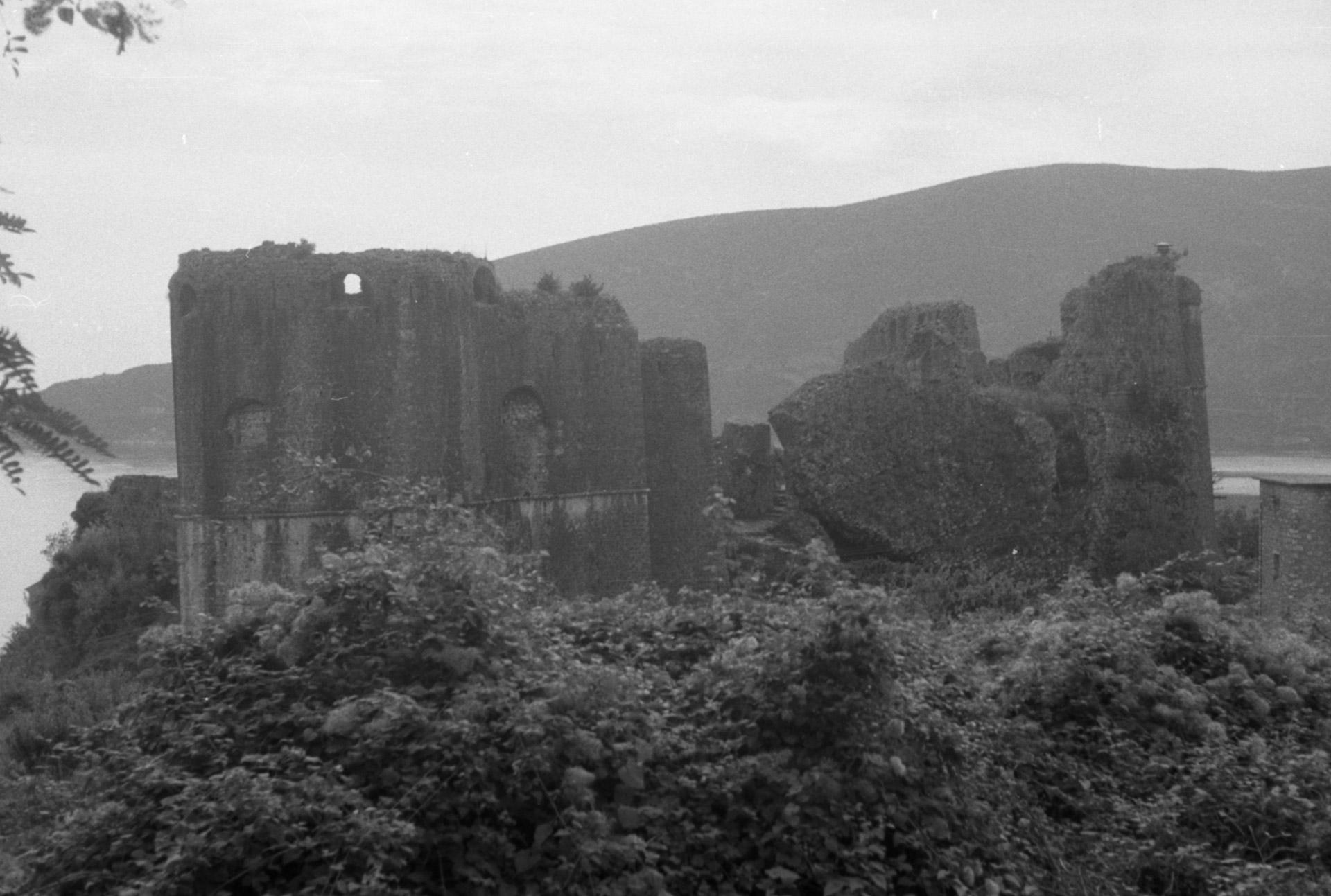
La fortaleza de Novi, construida por Tvrtko en 1382, con su puerto recién fundado se convirtió inmediatamente en un centro económico del reino.

La incapacidad de apoderarse de Kotor y el daño a la economía bosnia por el embargo, así como la necesidad de un acceso más fácil al comercio marítimo, llevaron a Tvrtko a fundar la ciudad medieval más joven de la costa oriental del Adriático. A principios de 1382, construyó una nueva fortaleza en la bahía de Kotor y decidió que debería formar la base de un nuevo centro del comercio de sal. Inicialmente llamada así por san Esteban, la ciudad llegó a ser conocida como Novi, que significa «nuevo». El comercio comenzó en agosto, cuando llegaron los primeros barcos que transportaban sal, pero también lo hicieron los problemas. Kotor y los comerciantes de Dalmacia y la península itálica vieron favorablemente el desarrollo, pero los raguseos estaban muy disgustados ante la perspectiva de perder su monopolio comercial sobre este producto. Argumentaron que Tvrtko, como rey de Serbia, debería respetar los derechos exclusivos al comercio de sal otorgados por sus predecesores a Ragusa, Kotor, Drijeva y Sveti Srđ. Durante la disputa, Ragusa obstaculizó el comercio de Novi y formó una alianza de ciudades dálmatas contra Bosnia y Venecia. El rey cedió en noviembre, y su nueva ciudad no logró el propósito que había previsto.

## Crisis de sucesión en Hungría

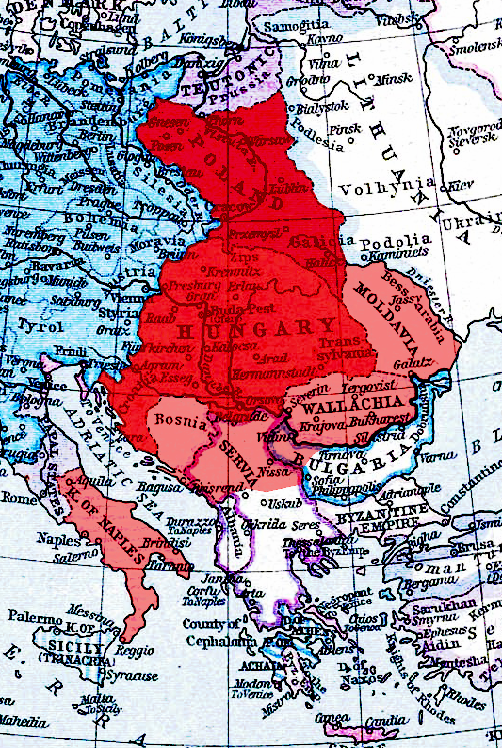
El Reino de Hungría (rojo) con sus territorios dependientes y reclamados, incluido el Reino de Bosnia (rosa).

La rendición de Tvrtko en la disputa legal con Ragusa puede haber sido provocada por otro cambio importante: la muerte del rey Luis el 11 de septiembre de 1382. Sin un heredero, la corona húngara pasó a su hija, María, de trece años, y las riendas del gobierno a su viuda, Isabel. La gran impopularidad de las reinas condujo a rebeliones y presentó una oportunidad para Tvrtko, no solo para recuperar Drijeva y otros territorios perdidos ante Luis en 1357, sino también para apoderarse de Kotor. No se sabe exactamente cuándo o cómo ocurrió esto. Ya en la primavera de 1383, comenzó a construir una armada: compró una galera veneciana, ordenó la construcción de dos más y contrató a uno de sus patricios como almirante con el consentimiento de la república. Casi al mismo tiempo, erigió una nueva ciudad, Brštanik, cerca de la actual Opuzen.
En 1385, Tvrtko todavía reconocía formalmente la supremacía húngara, aunque ya no tenía ningún significado práctico. Hizo hincapié en su lealtad a las reinas, «sus hermanas más queridas», y citó su juramento de fidelidad. María e Isabel, sin embargo, no tenían poder para imponerle su soberanía. De hecho, respetaron tanto su fuerza que hicieron concesiones para ganar su favor: una de las concesiones fue su reconocimiento de la posesión de Kotor por parte de Tvrtko en la primavera de 1385. La incorporación de los centros comerciales de Drijeva y Kotor no resultó en una expansión significativa en la costa, pero fue de gran importancia para la economía de Bosnia y las finanzas del rey.
La captura de Kotor le valió a Tvrtko la enemistad del hermano y sucesor de Đurađ de Zeta, Balša II, quien también deseaba la ciudad. No se sabe nada sobre el conflicto militar de Zeta con Bosnia, excepto que este último pidió a Venecia, cuyas oportunidades comerciales estaban amenazadas por los enfrentamientos, que interviniera. La negociación fue frustrada por la muerte de Balša en una batalla en 1385 con los invasores turcos otomanos. El sobrino y sucesor de Balša, Đurađ II, se mantuvo hostil hacia Tvrtko.
La revuelta contra las reinas culminó a fines de 1385, cuando María fue depuesta en favor de su pariente, Carlos III de Nápoles. Isabel ordenó el asesinato de Carlos en febrero de 1386, y su hija recuperó el trono. Sin embargo, el 25 de julio, ambas mujeres terminaron por ser apresadas por los partidarios de Ladislao de Nápoles, hijo del monarca fallecido. La guerra civil envolvió el reino húngaro. El prometido de María, Segismundo de Luxemburgo, invadió desde Bohemia con la intención de liberarla y ascender a su trono. Los países vecinos tomaron partido: Venecia optó por las reinas y Segismundo, pero Tvrtko eligió apoyar a sus oponentes y el reclamo de Ladislao sobre Hungría, con lo que renunciaba a un vasallaje que en cualquier caso había sido solo nominal desde c. 1370. Isabel fue estrangulada en prisión, mientras que la coronación de Segismundo como rey de Hungría, en marzo de 1387, y la posterior liberación de su esposa llevaron a Tvrtko a actuar con mayor resolución. Desde Ragusa, todavía era leal a la reina, exigió una promesa de apoyo contra todos menos a la reina, y desde entonces fue libre de atacar Dalmacia, aparentemente en nombre del rey de Nápoles.
Las ciudades dálmatas se mantuvieron leales a la pareja, sobre todo gracias a su alianza con Venecia. Una notable excepción fue Klis, que apoyó al noble rebelde Juan de Palisna. Tvrtko tomó el control de la fortaleza de Klis en julio de 1387, lo que le permitió lanzar ataques contra Split. Aunque el ejército bosnio arrasó las áreas de Split y Zadar, las ciudades se negaron a capitular. Sus funcionarios estaban dispuestos a honrarlo, pero insistieron en que la reina María y el rey Segismundo eran sus soberanos legítimos. La fortaleza de Ostrovica se sometió a Tvrtko en noviembre, seguida de Trogir.
Para 1388, la devastación de Dalmacia por parte del ejército bosnio se había vuelto tan severa que las autoridades de las ciudades le suplicaron a Hungría que les ayudara o les permitiera salvarse al someterse sin ser etiquetados como traidores. Ni el ejército de Segismundo ni una alianza de ciudades y nobles dálmatas pudieron contrarrestar los avances de Tvrtko. Split, Zadar y Šibenik habían perdido toda esperanza y el rey pidió que negociaran su rendición en marzo de 1389. Cada una de las ciudades solicitó ser la última en someterse e incluso se les permitió solicitar la asistencia húngara una vez más. Tvrtko concedió su deseo y decidió que Split debería ser la última en someterse, antes del 15 de junio de 1389.

## Ataques otomanos
Durante todo el curso de su campaña en Dalmacia y Croacia, Tvrtko también participó en escaramuzas en el este de su reino, lo que le impidió concentrar todos sus recursos en la expansión hacia el oeste. Se creía que el Reino de Bosnia estaba lejos del alcance de los otomanos durante su gobierno, que estaba protegido por un cinturón de estados independientes serbios. Đurađ II, sin embargo, permitió deliberadamente a los turcos lanzar ataques contra Bosnia, primero en 1386 (de los cuales se sabe poco) y nuevamente en 1388. En segunda instancia, los invasores comandados por Lala Shahin Bajá, penetraron hasta Bileća. La batalla de Bileća, que tuvo lugar a fines de agosto de 1388, terminó con la victoria del ejército bosnio, acaudillado por el duque Vlatko Vuković.
El 15 de junio de 1389, fecha en que Tvrtko tenía la intención de completar su conquista de Dalmacia, se llevó a cabo también el día en que el ejército otomano se enfrentó con las fuerzas de una coalición de estados serbios en la batalla de Kosovo. El rey, sintiendo que era su deber como monarca de Serbia, ordenó a su ejército que abandonara la región y apoyara a los señores Lazar Hrebljanović y Vuk Branković. Se enfadó con el duque de Milán, Gian Galeazzo Visconti, por vender armamento a los otomanos a raíz de la batalla. La bajas más altas, que también incluían nobles de Bosnia, eran Lazar y el sultán Murad I. El resultado de la batalla fue difícil de determinar, pero las cartas de Vlatko desde el campo de batalla convencieron a su rey de que la alianza cristiana salió victoriosa. Tvrtko a su vez informó a varios estados cristianos de su gran triunfo; las autoridades de la República de Florencia respondieron elogiándolo por conseguir una «victoria tan gloriosa que su memoria nunca se desvanecería». El triunfo, sin embargo, fue vacío. El título serbio de Tvrtko perdió la poca importancia que tenía cuando los sucesores de Lazar aceptaron la soberanía otomana, mientras que Vuk Branković se sometió a Segismundo. Después de la batalla de Kosovo, la pretensión bosnia del trono serbio sería meramente nominal.

## Logros finales y consecuencias

Bosnia en su mayor extensión, bajo el reinado de Tvrtko I en 1390.

El compromiso de Tvrtko en el este permitió a las fuerzas húngaras revertir algunas de sus conquistas en Dalmacia. Klis se perdió brevemente en julio, las ciudades dálmatas nuevamente se negaron a rendirse y el rey se vio obligado a lanzar incursiones nuevamente. Una serie de batallas y escaramuzas, de noviembre a diciembre, dieron como resultado una victoria bosnia decisiva y la retirada del ejército húngaro. En mayo de 1390, las ciudades y las islas dálmatas finalmente se rindieron a Tvrtko, que luego comenzó a llamarse «por la Gracia de Dios, rey de Rascia, Bosnia, Dalmacia, Croacia y Pomorje». Su reino ahora abarcaba gran parte de Eslavonia, Dalmacia y Croacia al sur de Velebit. Actuando como rey de Dalmacia y Croacia, nombró a sus partidarios Juan de Palisna y Juan Horvat como sus banes, y recibió a Andrés I Gualdo, arzobispo de Split, en Sutjeska.
En los últimos meses de su reinado, Tvrtko se dedicó a consolidar su posición en Dalmacia y a los planes para tomar Zadar, la única ciudad que había evadido su gobierno. Ofreció una extensa alianza con Venecia, pero no se ajustaba a los intereses de la república. Mientras tanto, Tvrtko también fomentaba las relaciones con el duque Alberto III de Austria. A fines del verano de 1390, se esperaba su matrimonio con un miembro de la familia gobernante austriaca, los Habsburgo. Sin embargo, Hungría siguió siendo el foco de la política exterior del soberano bosnio. Aunque ambas monarquías no se reconocían, Tvrtko y Segismundo comenzaron a negociar la paz en septiembre. El rey húngaro estaba en una posición más débil y probablemente estaba listo para hacer concesiones cuando sus embajadores llegaron a la corte bosnia en enero de 1391. Las negociaciones probablemente nunca concluyeron, ya que Tvrtko murió el 10 de marzo. Lo sepultaron en Mile junto a su tío Esteban.
El rey dejó al menos un hijo, Tvrtko II, cuya legitimidad se debate, y que era menor y aparentemente no se consideraba adecuado para suceder a su padre. Dabiša, un pariente (posiblemente medio hermano ilegítimo) exiliado por su participación en la rebelión de 1366 y reconciliado con este en 1390, fue escogido en su lugar. Ostoja, el próximo rey, pudo haber sido el hijo ilegítimo de Tvrtko (o más probablemente otro medio hermano ilegítimo).

## Evaluación

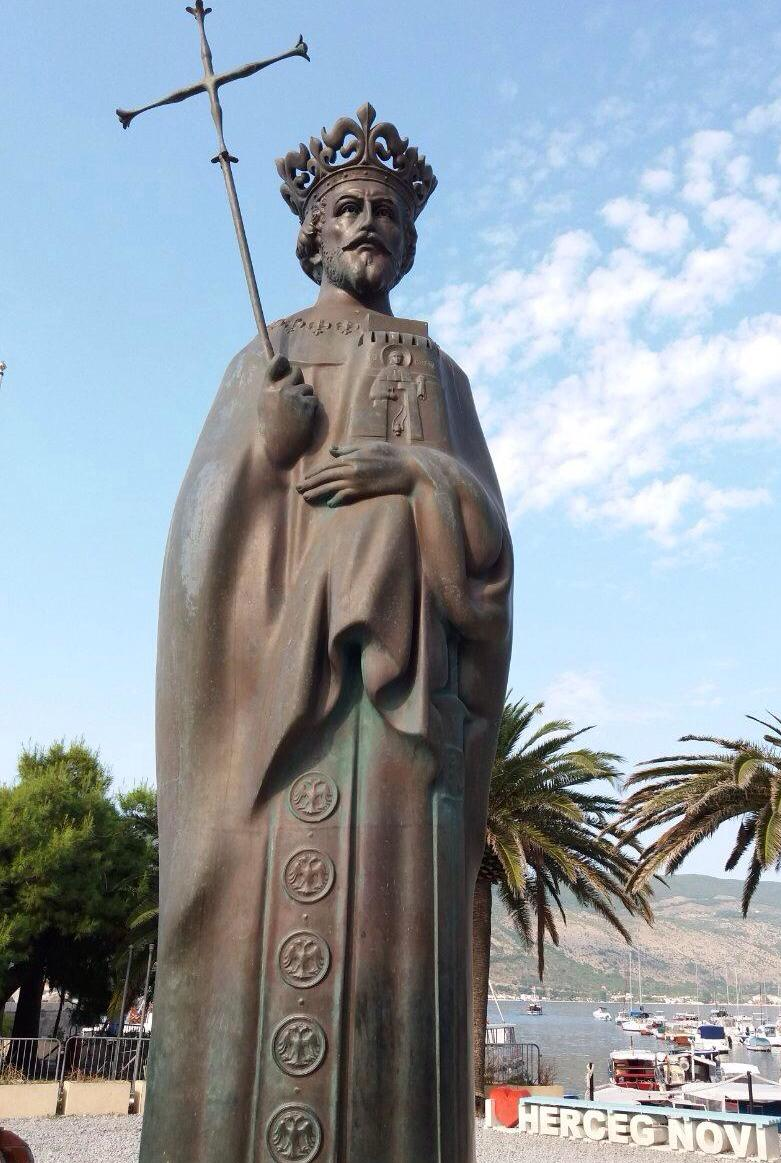
Monumento de Tvrtko I en Herceg Novi.

Tvrtko es considerado uno de los más grandes gobernantes medievales de Bosnia, ya que «dejó un país más extenso, más fuerte, políticamente más influyente y militarmente más capaz que el que heredó». Sus logros políticos fueron apoyados por la anarquía feudal en Serbia y Croacia, mientras que los otomanos todavía no estaban lo suficientemente cerca como para amenazarlo seriamente. La economía bosnia floreció, aparecieron nuevos asentamientos y centros comerciales, y mejoró el nivel de vida de sus súbditos.
El historiador serbio Vladimir Ćorović señaló que, en comparación con Dušan, que también había dejado un estado considerablemente extenso, no era un conquistador demasiado ambicioso, sino un estadista capaz. Tvrtko, escribe el historiador, utilizó la fuerza cuando era necesaria, pero se ocupó de aparentar ante los serbios como el heredero legítimo en lugar de un conquistador extranjero y ante los croatas como el soberano adecuado. Haciendo hincapié en su paciencia y diplomacia, Ćorović lo llama un hombre capaz de aprovechar al máximo sus oportunidades.

## Genealogía
| \| \| \| \| \| \| \| \| \| \| \| Uroš I de Serbia Rey de Serbia (1.º) (1223-1243-1276-1277) \| \| \| \| \| \| \| \| \| \| \| \| \| \| \| \| \| \| \| \| \| \| \| \| \| \| \| \| \| \| \| \| \| \| \| \| \| \| \| \| \| \| \| \| \| \| \| \| \| \| \| \| \| \| \| \| \| \| \| \| \| \| \| \| \| \| \| \| \| \| \| \| \| \| \| \| \| \| \| \| \| \| \| \| \| \| \| \| \| \| \| \| \| \| \| \| \| \| \| \| \| \| \| \| \| \| \| \| \| \| \| \| \| \| \| \| \| \| \| \| \| \| \| \| \| \| \| \| \| \| \| \| \| \| \| \| \| \| \| \| \| \| \| \| \| \| \| \| \| \| \| \| \| \| \| \| \| \| \| \| \| \| \| \| \| Uroš II Milutin de Serbia Rey de Serbia (3.º) (1253-1282-1321) \| Uroš II Milutin de Serbia Rey de Serbia (3.º) (1253-1282-1321) \| Uroš II Milutin de Serbia Rey de Serbia (3.º) (1253-1282-1321) \| Uroš II Milutin de Serbia Rey de Serbia (3.º) (1253-1282-1321) \| Uroš II Milutin de Serbia Rey de Serbia (3.º) (1253-1282-1321) \| Uroš II Milutin de Serbia Rey de Serbia (3.º) (1253-1282-1321) \| \| \| \| \| \| \| Dragutin de Serbia Rey de Serbia (2.º) (1244-1276-1282) \| Dragutin de Serbia Rey de Serbia (2.º) (1244-1276-1282) \| Dragutin de Serbia Rey de Serbia (2.º) (1244-1276-1282) \| Dragutin de Serbia Rey de Serbia (2.º) (1244-1276-1282) \| Dragutin de Serbia Rey de Serbia (2.º) (1244-1276-1282) \| Dragutin de Serbia Rey de Serbia (2.º) (1244-1276-1282) \| \| \| \| \| \| \| \| \| \| \| \| \| \| \| \| \| \| \| \| \| \| \| \| \| \| \| \| \| \| \| \| \| \| \| \| \| \| \| \| Uroš II Milutin de Serbia Rey de Serbia (3.º) (1253-1282-1321) \| Uroš II Milutin de Serbia Rey de Serbia (3.º) (1253-1282-1321) \| Uroš II Milutin de Serbia Rey de Serbia (3.º) (1253-1282-1321) \| Uroš II Milutin de Serbia Rey de Serbia (3.º) (1253-1282-1321) \| Uroš II Milutin de Serbia Rey de Serbia (3.º) (1253-1282-1321) \| Uroš II Milutin de Serbia Rey de Serbia (3.º) (1253-1282-1321) \| \| \| \| \| \| \| Dragutin de Serbia Rey de Serbia (2.º) (1244-1276-1282) \| Dragutin de Serbia Rey de Serbia (2.º) (1244-1276-1282) \| Dragutin de Serbia Rey de Serbia (2.º) (1244-1276-1282) \| Dragutin de Serbia Rey de Serbia (2.º) (1244-1276-1282) \| Dragutin de Serbia Rey de Serbia (2.º) (1244-1276-1282) \| Dragutin de Serbia Rey de Serbia (2.º) (1244-1276-1282) \| \| \| \| \| \| \| \| \| \| \| \| \| \| \| \| \| \| \| \| \| \| \| \| \| \| \| \| \| \| \| \| \| \| \| \| \| \| \| \| Uroš III de Serbia Rey de Serbia (4.º) (1285-1321-1331) \| Uroš III de Serbia Rey de Serbia (4.º) (1285-1321-1331) \| Uroš III de Serbia Rey de Serbia (4.º) (1285-1321-1331) \| Uroš III de Serbia Rey de Serbia (4.º) (1285-1321-1331) \| Uroš III de Serbia Rey de Serbia (4.º) (1285-1321-1331) \| Uroš III de Serbia Rey de Serbia (4.º) (1285-1321-1331) \| \| \| \| \| \| \| Isabel de Serbia \| Isabel de Serbia \| Isabel de Serbia \| Isabel de Serbia \| Isabel de Serbia \| Isabel de Serbia \| \| \| Esteban I de Bosnia Ban de Bosnia (8.º) (1242-1287-1290-1314) \| Esteban I de Bosnia Ban de Bosnia (8.º) (1242-1287-1290-1314) \| Esteban I de Bosnia Ban de Bosnia (8.º) (1242-1287-1290-1314) \| Esteban I de Bosnia Ban de Bosnia (8.º) (1242-1287-1290-1314) \| Esteban I de Bosnia Ban de Bosnia (8.º) (1242-1287-1290-1314) \| Esteban I de Bosnia Ban de Bosnia (8.º) (1242-1287-1290-1314) \| \| \| \| \| \| \| \| \| \| \| Jorge II de Bribir \| Jorge II de Bribir \| Jorge II de Bribir \| Jorge II de Bribir \| Jorge II de Bribir \| Jorge II de Bribir \| \| \| \| \| \| \| \| \| \| \| \| \| \| \| \| Uroš III de Serbia Rey de Serbia (4.º) (1285-1321-1331) \| Uroš III de Serbia Rey de Serbia (4.º) (1285-1321-1331) \| Uroš III de Serbia Rey de Serbia (4.º) (1285-1321-1331) \| Uroš III de Serbia Rey de Serbia (4.º) (1285-1321-1331) \| Uroš III de Serbia Rey de Serbia (4.º) (1285-1321-1331) \| Uroš III de Serbia Rey de Serbia (4.º) (1285-1321-1331) \| \| \| \| \| \| \| Isabel de Serbia \| Isabel de Serbia \| Isabel de Serbia \| Isabel de Serbia \| Isabel de Serbia \| Isabel de Serbia \| \| \| Esteban I de Bosnia Ban de Bosnia (8.º) (1242-1287-1290-1314) \| Esteban I de Bosnia Ban de Bosnia (8.º) (1242-1287-1290-1314) \| Esteban I de Bosnia Ban de Bosnia (8.º) (1242-1287-1290-1314) \| Esteban I de Bosnia Ban de Bosnia (8.º) (1242-1287-1290-1314) \| Esteban I de Bosnia Ban de Bosnia (8.º) (1242-1287-1290-1314) \| Esteban I de Bosnia Ban de Bosnia (8.º) (1242-1287-1290-1314) \| \| \| \| \| \| \| \| \| \| \| Jorge II de Bribir \| Jorge II de Bribir \| Jorge II de Bribir \| Jorge II de Bribir \| Jorge II de Bribir \| Jorge II de Bribir \| \| \| \| \| \| \| \| \| \| \| \| \| \| \| \| \| \| \| \| \| \| \| \| \| \| \| \| \| \| \| \| \| \| \| \| \| \| \| \| \| \| \| \| \| \| \| \| \| \| \| \| \| \| \| \| \| \| \| \| \| \| \| \| \| \| \| \| \| \| \| \| \| \| \| \| \| \| \| \| \| \| \| \| \| \| \| \| \| \| \| \| \| \| \| \| \| \| \| \| \| \| \| \| \| \| \| \| \| \| \| \| \| \| \| \| \| \| \| \| \| \| \| \| \| \| \| \| \| \| Uroš IV Dušan de Serbia Rey de Serbia (5.º) (emperador de los serbios y los griegos, 1346-1355) (1308-1331-1355) \| Uroš IV Dušan de Serbia Rey de Serbia (5.º) (emperador de los serbios y los griegos, 1346-1355) (1308-1331-1355) \| Uroš IV Dušan de Serbia Rey de Serbia (5.º) (emperador de los serbios y los griegos, 1346-1355) (1308-1331-1355) \| Uroš IV Dušan de Serbia Rey de Serbia (5.º) (emperador de los serbios y los griegos, 1346-1355) (1308-1331-1355) \| Uroš IV Dušan de Serbia Rey de Serbia (5.º) (emperador de los serbios y los griegos, 1346-1355) (1308-1331-1355) \| Uroš IV Dušan de Serbia Rey de Serbia (5.º) (emperador de los serbios y los griegos, 1346-1355) (1308-1331-1355) \| \| \| Esteban II de Bosnia Ban de Bosnia (10.º) (1292-1322-1353) \| Esteban II de Bosnia Ban de Bosnia (10.º) (1292-1322-1353) \| Esteban II de Bosnia Ban de Bosnia (10.º) (1292-1322-1353) \| Esteban II de Bosnia Ban de Bosnia (10.º) (1292-1322-1353) \| Esteban II de Bosnia Ban de Bosnia (10.º) (1292-1322-1353) \| Esteban II de Bosnia Ban de Bosnia (10.º) (1292-1322-1353) \| \| \| \| \| \| \| \| \| \| \| Vladislav de Bosnia regente del Ban de Bosnia (1295-1353-1354) \| Vladislav de Bosnia regente del Ban de Bosnia (1295-1353-1354) \| Vladislav de Bosnia regente del Ban de Bosnia (1295-1353-1354) \| Vladislav de Bosnia regente del Ban de Bosnia (1295-1353-1354) \| Vladislav de Bosnia regente del Ban de Bosnia (1295-1353-1354) \| Vladislav de Bosnia regente del Ban de Bosnia (1295-1353-1354) \| \| \| Jelena de Bribir \| Jelena de Bribir \| Jelena de Bribir \| Jelena de Bribir \| Jelena de Bribir \| Jelena de Bribir \| \| \| Mladen III de Bribir \| Mladen III de Bribir \| Mladen III de Bribir \| Mladen III de Bribir \| Mladen III de Bribir \| Mladen III de Bribir \| \| \| \| \| \| \| \| \| \| \| \| Uroš IV Dušan de Serbia Rey de Serbia (5.º) (emperador de los serbios y los griegos, 1346-1355) (1308-1331-1355) \| Uroš IV Dušan de Serbia Rey de Serbia (5.º) (emperador de los serbios y los griegos, 1346-1355) (1308-1331-1355) \| Uroš IV Dušan de Serbia Rey de Serbia (5.º) (emperador de los serbios y los griegos, 1346-1355) (1308-1331-1355) \| Uroš IV Dušan de Serbia Rey de Serbia (5.º) (emperador de los serbios y los griegos, 1346-1355) (1308-1331-1355) \| Uroš IV Dušan de Serbia Rey de Serbia (5.º) (emperador de los serbios y los griegos, 1346-1355) (1308-1331-1355) \| Uroš IV Dušan de Serbia Rey de Serbia (5.º) (emperador de los serbios y los griegos, 1346-1355) (1308-1331-1355) \| \| \| Esteban II de Bosnia Ban de Bosnia (10.º) (1292-1322-1353) \| Esteban II de Bosnia Ban de Bosnia (10.º) (1292-1322-1353) \| Esteban II de Bosnia Ban de Bosnia (10.º) (1292-1322-1353) \| Esteban II de Bosnia Ban de Bosnia (10.º) (1292-1322-1353) \| Esteban II de Bosnia Ban de Bosnia (10.º) (1292-1322-1353) \| Esteban II de Bosnia Ban de Bosnia (10.º) (1292-1322-1353) \| \| \| \| \| \| \| \| \| \| \| Vladislav de Bosnia regente del Ban de Bosnia (1295-1353-1354) \| Vladislav de Bosnia regente del Ban de Bosnia (1295-1353-1354) \| Vladislav de Bosnia regente del Ban de Bosnia (1295-1353-1354) \| Vladislav de Bosnia regente del Ban de Bosnia (1295-1353-1354) \| Vladislav de Bosnia regente del Ban de Bosnia (1295-1353-1354) \| Vladislav de Bosnia regente del Ban de Bosnia (1295-1353-1354) \| \| \| Jelena de Bribir \| Jelena de Bribir \| Jelena de Bribir \| Jelena de Bribir \| Jelena de Bribir \| Jelena de Bribir \| \| \| Mladen III de Bribir \| Mladen III de Bribir \| Mladen III de Bribir \| Mladen III de Bribir \| Mladen III de Bribir \| Mladen III de Bribir \| \| \| \| \| \| \| \| \| \| \| \| \| \| \| \| \| \| \| \| \| \| \| \| \| \| \| \| \| \| \| \| \| \| \| \| \| \| \| \| \| \| \| \| \| \| \| \| \| \| \| \| \| \| \| \| \| \| \| \| \| \| \| \| \| \| \| \| \| \| \| \| \| \| \| \| \| \| \| \| \| \| \| \| \| \| \| \| \| \| \| \| \| \| \| \| \| \| \| \| \| \| \| \| \| \| \| \| \| \| \| \| \| \| \| \| \| \| \| \| \| \| \| \| \| \| Uroš V de Serbia Emperador de Serbia (6.º) (coemperador, 1346-1355) (1336-1346-1371) \| Uroš V de Serbia Emperador de Serbia (6.º) (coemperador, 1346-1355) (1336-1346-1371) \| Uroš V de Serbia Emperador de Serbia (6.º) (coemperador, 1346-1355) (1336-1346-1371) \| Uroš V de Serbia Emperador de Serbia (6.º) (coemperador, 1346-1355) (1336-1346-1371) \| Uroš V de Serbia Emperador de Serbia (6.º) (coemperador, 1346-1355) (1336-1346-1371) \| Uroš V de Serbia Emperador de Serbia (6.º) (coemperador, 1346-1355) (1336-1346-1371) \| \| \| Isabel de Bosnia \| Isabel de Bosnia \| Isabel de Bosnia \| Isabel de Bosnia \| Isabel de Bosnia \| Isabel de Bosnia \| \| \| Luis I de Hungría Rey de Hungría y Croacia (desde 1342) Ry de Polonia(desde 1370) (1326-1342-1382) \| Luis I de Hungría Rey de Hungría y Croacia (desde 1342) Ry de Polonia(desde 1370) (1326-1342-1382) \| Luis I de Hungría Rey de Hungría y Croacia (desde 1342) Ry de Polonia(desde 1370) (1326-1342-1382) \| Luis I de Hungría Rey de Hungría y Croacia (desde 1342) Ry de Polonia(desde 1370) (1326-1342-1382) \| Luis I de Hungría Rey de Hungría y Croacia (desde 1342) Ry de Polonia(desde 1370) (1326-1342-1382) \| Luis I de Hungría Rey de Hungría y Croacia (desde 1342) Ry de Polonia(desde 1370) (1326-1342-1382) \| \| \| Tvrtko I de Bosnia Ban de Bosnia (11.º) (1353-1366, 1367-1377) Rey de Bosnia (1.º) (1338-1377-1391) \| Tvrtko I de Bosnia Ban de Bosnia (11.º) (1353-1366, 1367-1377) Rey de Bosnia (1.º) (1338-1377-1391) \| Tvrtko I de Bosnia Ban de Bosnia (11.º) (1353-1366, 1367-1377) Rey de Bosnia (1.º) (1338-1377-1391) \| Tvrtko I de Bosnia Ban de Bosnia (11.º) (1353-1366, 1367-1377) Rey de Bosnia (1.º) (1338-1377-1391) \| Tvrtko I de Bosnia Ban de Bosnia (11.º) (1353-1366, 1367-1377) Rey de Bosnia (1.º) (1338-1377-1391) \| Tvrtko I de Bosnia Ban de Bosnia (11.º) (1353-1366, 1367-1377) Rey de Bosnia (1.º) (1338-1377-1391) \| \| \| Vuk de Bosnia Ban de Bosnia (12.º) (c.1345-1366-1367-p.1378) \| Vuk de Bosnia Ban de Bosnia (12.º) (c.1345-1366-1367-p.1378) \| Vuk de Bosnia Ban de Bosnia (12.º) (c.1345-1366-1367-p.1378) \| Vuk de Bosnia Ban de Bosnia (12.º) (c.1345-1366-1367-p.1378) \| Vuk de Bosnia Ban de Bosnia (12.º) (c.1345-1366-1367-p.1378) \| Vuk de Bosnia Ban de Bosnia (12.º) (c.1345-1366-1367-p.1378) \| \| \| \| \| \| \| \| \| \| \| \| \| \| \| \| \| \| \| \| Uroš V de Serbia Emperador de Serbia (6.º) (coemperador, 1346-1355) (1336-1346-1371) \| Uroš V de Serbia Emperador de Serbia (6.º) (coemperador, 1346-1355) (1336-1346-1371) \| Uroš V de Serbia Emperador de Serbia (6.º) (coemperador, 1346-1355) (1336-1346-1371) \| Uroš V de Serbia Emperador de Serbia (6.º) (coemperador, 1346-1355) (1336-1346-1371) \| Uroš V de Serbia Emperador de Serbia (6.º) (coemperador, 1346-1355) (1336-1346-1371) \| Uroš V de Serbia Emperador de Serbia (6.º) (coemperador, 1346-1355) (1336-1346-1371) \| \| \| Isabel de Bosnia \| Isabel de Bosnia \| Isabel de Bosnia \| Isabel de Bosnia \| Isabel de Bosnia \| Isabel de Bosnia \| \| \| Luis I de Hungría Rey de Hungría y Croacia (desde 1342) Ry de Polonia(desde 1370) (1326-1342-1382) \| Luis I de Hungría Rey de Hungría y Croacia (desde 1342) Ry de Polonia(desde 1370) (1326-1342-1382) \| Luis I de Hungría Rey de Hungría y Croacia (desde 1342) Ry de Polonia(desde 1370) (1326-1342-1382) \| Luis I de Hungría Rey de Hungría y Croacia (desde 1342) Ry de Polonia(desde 1370) (1326-1342-1382) \| Luis I de Hungría Rey de Hungría y Croacia (desde 1342) Ry de Polonia(desde 1370) (1326-1342-1382) \| Luis I de Hungría Rey de Hungría y Croacia (desde 1342) Ry de Polonia(desde 1370) (1326-1342-1382) \| \| \| Tvrtko I de Bosnia Ban de Bosnia (11.º) (1353-1366, 1367-1377) Rey de Bosnia (1.º) (1338-1377-1391) \| Tvrtko I de Bosnia Ban de Bosnia (11.º) (1353-1366, 1367-1377) Rey de Bosnia (1.º) (1338-1377-1391) \| Tvrtko I de Bosnia Ban de Bosnia (11.º) (1353-1366, 1367-1377) Rey de Bosnia (1.º) (1338-1377-1391) \| Tvrtko I de Bosnia Ban de Bosnia (11.º) (1353-1366, 1367-1377) Rey de Bosnia (1.º) (1338-1377-1391) \| Tvrtko I de Bosnia Ban de Bosnia (11.º) (1353-1366, 1367-1377) Rey de Bosnia (1.º) (1338-1377-1391) \| Tvrtko I de Bosnia Ban de Bosnia (11.º) (1353-1366, 1367-1377) Rey de Bosnia (1.º) (1338-1377-1391) \| \| \| Vuk de Bosnia Ban de Bosnia (12.º) (c.1345-1366-1367-p.1378) \| Vuk de Bosnia Ban de Bosnia (12.º) (c.1345-1366-1367-p.1378) \| Vuk de Bosnia Ban de Bosnia (12.º) (c.1345-1366-1367-p.1378) \| Vuk de Bosnia Ban de Bosnia (12.º) (c.1345-1366-1367-p.1378) \| Vuk de Bosnia Ban de Bosnia (12.º) (c.1345-1366-1367-p.1378) \| Vuk de Bosnia Ban de Bosnia (12.º) (c.1345-1366-1367-p.1378) \| \| \| \| \| \| \| \| \| \| \| \| \| \| \| \| \| \| \| \| \| \| \| \| \| \| \| \| \| \| \| \| \| \| \| \| \| \| \| \| \| \| \| \| \| \| \| \| \| \| \| \| \| \| \| \| \| \| \| \| \| \| \| \| \| \| \| \| \| \| \| \| \| \| \| \| \| \| \| \| \| Segismundo de Luxemburgo Elector de Brandeburgo (1378-1388, 1411-1415) Rey de Hungría y Croacia (1387-1437) Rey de Bohemia (desde 1419) Emperador del Sacro Imperio (1433-1437) (c.1368-1366-1437) \| Segismundo de Luxemburgo Elector de Brandeburgo (1378-1388, 1411-1415) Rey de Hungría y Croacia (1387-1437) Rey de Bohemia (desde 1419) Emperador del Sacro Imperio (1433-1437) (c.1368-1366-1437) \| Segismundo de Luxemburgo Elector de Brandeburgo (1378-1388, 1411-1415) Rey de Hungría y Croacia (1387-1437) Rey de Bohemia (desde 1419) Emperador del Sacro Imperio (1433-1437) (c.1368-1366-1437) \| Segismundo de Luxemburgo Elector de Brandeburgo (1378-1388, 1411-1415) Rey de Hungría y Croacia (1387-1437) Rey de Bohemia (desde 1419) Emperador del Sacro Imperio (1433-1437) (c.1368-1366-1437) \| Segismundo de Luxemburgo Elector de Brandeburgo (1378-1388, 1411-1415) Rey de Hungría y Croacia (1387-1437) Rey de Bohemia (desde 1419) Emperador del Sacro Imperio (1433-1437) (c.1368-1366-1437) \| Segismundo de Luxemburgo Elector de Brandeburgo (1378-1388, 1411-1415) Rey de Hungría y Croacia (1387-1437) Rey de Bohemia (desde 1419) Emperador del Sacro Imperio (1433-1437) (c.1368-1366-1437) \| \| \| María I de Hungría \| María I de Hungría \| María I de Hungría \| María I de Hungría \| María I de Hungría \| María I de Hungría \| \| \| \| \| \| \| \| \| \| \| \| \| \| \| \| \| \| \| \| \| \| \| \| \| \| \| \| \| \| \| \| \| \| \| \| \| \| \| \| \| \| \| \| Segismundo de Luxemburgo Elector de Brandeburgo (1378-1388, 1411-1415) Rey de Hungría y Croacia (1387-1437) Rey de Bohemia (desde 1419) Emperador del Sacro Imperio (1433-1437) (c.1368-1366-1437) \| Segismundo de Luxemburgo Elector de Brandeburgo (1378-1388, 1411-1415) Rey de Hungría y Croacia (1387-1437) Rey de Bohemia (desde 1419) Emperador del Sacro Imperio (1433-1437) (c.1368-1366-1437) \| Segismundo de Luxemburgo Elector de Brandeburgo (1378-1388, 1411-1415) Rey de Hungría y Croacia (1387-1437) Rey de Bohemia (desde 1419) Emperador del Sacro Imperio (1433-1437) (c.1368-1366-1437) \| Segismundo de Luxemburgo Elector de Brandeburgo (1378-1388, 1411-1415) Rey de Hungría y Croacia (1387-1437) Rey de Bohemia (desde 1419) Emperador del Sacro Imperio (1433-1437) (c.1368-1366-1437) \| Segismundo de Luxemburgo Elector de Brandeburgo (1378-1388, 1411-1415) Rey de Hungría y Croacia (1387-1437) Rey de Bohemia (desde 1419) Emperador del Sacro Imperio (1433-1437) (c.1368-1366-1437) \| Segismundo de Luxemburgo Elector de Brandeburgo (1378-1388, 1411-1415) Rey de Hungría y Croacia (1387-1437) Rey de Bohemia (desde 1419) Emperador del Sacro Imperio (1433-1437) (c.1368-1366-1437) \| \| \| María I de Hungría \| María I de Hungría \| María I de Hungría \| María I de Hungría \| María I de Hungría \| María I de Hungría \| \| \| \| \| \| \| \| \| \| \| \| \| \| \| \| \| \| \| \| \| \| \| \| \| \| \| \| \| \| \| \| \| \| \| |  |  |  | | | | | | | | | | |                                                            |                                                            |                                                            |                                                            |                                                         |                                                         | | | | | | |                                                               |                                                               | | | | | | |  |  |                                                              |                                                              |                                                              |                                                              |                                                              |                                                              |                    |                    |                      |                      |                      |                      |                      |                      |  |  |  |  |  |  |
| |  |  |  | | | | | | | Uroš I de Serbia Rey de Serbia (1.º) (1223-1243-1276-1277) | | | |                                                            |                                                            |                                                            |                                                            |                                                         |                                                         | | | | | | |                                                               |                                                               | | | | | | |  |  |                                                              |                                                              |                                                              |                                                              |                                                              |                                                              |                    |                    |                      |                      |                      |                      |                      |                      |  |  |  |  |  |  |
| |  |  |  | | | | | | | | | | |                                                            |                                                            |                                                            |                                                            |                                                         |                                                         | | | | | | |                                                               |                                                               | | | | | | |  |  |                                                              |                                                              |                                                              |                                                              |                                                              |                                                              |                    |                    |                      |                      |                      |                      |                      |                      |  |  |  |  |  |  |
| |  |  |  | | | | | | | | | | |                                                            |                                                            |                                                            |                                                            |                                                         |                                                         | | | | | | |                                                               |                                                               | | | | | | |  |  |                                                              |                                                              |                                                              |                                                              |                                                              |                                                              |                    |                    |                      |                      |                      |                      |                      |                      |  |  |  |  |  |  |
| |  |  |  | Uroš II Milutin de Serbia Rey de Serbia (3.º) (1253-1282-1321)                                                   | Uroš II Milutin de Serbia Rey de Serbia (3.º) (1253-1282-1321)                                                   | Uroš II Milutin de Serbia Rey de Serbia (3.º) (1253-1282-1321)                                                   | Uroš II Milutin de Serbia Rey de Serbia (3.º) (1253-1282-1321)                                                   | Uroš II Milutin de Serbia Rey de Serbia (3.º) (1253-1282-1321) | Uroš II Milutin de Serbia Rey de Serbia (3.º) (1253-1282-1321) | | | | |                                                            |                                                            | Dragutin de Serbia Rey de Serbia (2.º) (1244-1276-1282)    | Dragutin de Serbia Rey de Serbia (2.º) (1244-1276-1282)    | Dragutin de Serbia Rey de Serbia (2.º) (1244-1276-1282) | Dragutin de Serbia Rey de Serbia (2.º) (1244-1276-1282) | Dragutin de Serbia Rey de Serbia (2.º) (1244-1276-1282)                                            | Dragutin de Serbia Rey de Serbia (2.º) (1244-1276-1282)                                            | | | | |                                                               |                                                               | | | | | | |  |  |                                                              |                                                              |                                                              |                                                              |                                                              |                                                              |                    |                    |                      |                      |                      |                      |                      |                      |  |  |  |  |  |  |
| |  |  |  | Uroš II Milutin de Serbia Rey de Serbia (3.º) (1253-1282-1321)                                                   | Uroš II Milutin de Serbia Rey de Serbia (3.º) (1253-1282-1321)                                                   | Uroš II Milutin de Serbia Rey de Serbia (3.º) (1253-1282-1321)                                                   | Uroš II Milutin de Serbia Rey de Serbia (3.º) (1253-1282-1321)                                                   | Uroš II Milutin de Serbia Rey de Serbia (3.º) (1253-1282-1321) | Uroš II Milutin de Serbia Rey de Serbia (3.º) (1253-1282-1321) | | | | |                                                            |                                                            | Dragutin de Serbia Rey de Serbia (2.º) (1244-1276-1282)    | Dragutin de Serbia Rey de Serbia (2.º) (1244-1276-1282)    | Dragutin de Serbia Rey de Serbia (2.º) (1244-1276-1282) | Dragutin de Serbia Rey de Serbia (2.º) (1244-1276-1282) | Dragutin de Serbia Rey de Serbia (2.º) (1244-1276-1282)                                            | Dragutin de Serbia Rey de Serbia (2.º) (1244-1276-1282)                                            | | | | |                                                               |                                                               | | | | | | |  |  |                                                              |                                                              |                                                              |                                                              |                                                              |                                                              |                    |                    |                      |                      |                      |                      |                      |                      |  |  |  |  |  |  |
| |  |  |  | Uroš III de Serbia Rey de Serbia (4.º) (1285-1321-1331)                                                          | Uroš III de Serbia Rey de Serbia (4.º) (1285-1321-1331)                                                          | Uroš III de Serbia Rey de Serbia (4.º) (1285-1321-1331)                                                          | Uroš III de Serbia Rey de Serbia (4.º) (1285-1321-1331)                                                          | Uroš III de Serbia Rey de Serbia (4.º) (1285-1321-1331) | Uroš III de Serbia Rey de Serbia (4.º) (1285-1321-1331) | | | | |                                                            |                                                            | Isabel de Serbia                                           | Isabel de Serbia                                           | Isabel de Serbia                                        | Isabel de Serbia                                        | Isabel de Serbia                                                                                   | Isabel de Serbia                                                                                   | | | Esteban I de Bosnia Ban de Bosnia (8.º) (1242-1287-1290-1314)                                      | Esteban I de Bosnia Ban de Bosnia (8.º) (1242-1287-1290-1314)                                      | Esteban I de Bosnia Ban de Bosnia (8.º) (1242-1287-1290-1314) | Esteban I de Bosnia Ban de Bosnia (8.º) (1242-1287-1290-1314) | Esteban I de Bosnia Ban de Bosnia (8.º) (1242-1287-1290-1314)                                       | Esteban I de Bosnia Ban de Bosnia (8.º) (1242-1287-1290-1314)                                       | | | | |  |  |                                                              |                                                              |                                                              |                                                              | Jorge II de Bribir                                           | Jorge II de Bribir                                           | Jorge II de Bribir | Jorge II de Bribir | Jorge II de Bribir   | Jorge II de Bribir   |                      |                      |                      |                      |  |  |  |  |  |  |
| |  |  |  | Uroš III de Serbia Rey de Serbia (4.º) (1285-1321-1331)                                                          | Uroš III de Serbia Rey de Serbia (4.º) (1285-1321-1331)                                                          | Uroš III de Serbia Rey de Serbia (4.º) (1285-1321-1331)                                                          | Uroš III de Serbia Rey de Serbia (4.º) (1285-1321-1331)                                                          | Uroš III de Serbia Rey de Serbia (4.º) (1285-1321-1331) | Uroš III de Serbia Rey de Serbia (4.º) (1285-1321-1331) | | | | |                                                            |                                                            | Isabel de Serbia                                           | Isabel de Serbia                                           | Isabel de Serbia                                        | Isabel de Serbia                                        | Isabel de Serbia                                                                                   | Isabel de Serbia                                                                                   | | | Esteban I de Bosnia Ban de Bosnia (8.º) (1242-1287-1290-1314)                                      | Esteban I de Bosnia Ban de Bosnia (8.º) (1242-1287-1290-1314)                                      | Esteban I de Bosnia Ban de Bosnia (8.º) (1242-1287-1290-1314) | Esteban I de Bosnia Ban de Bosnia (8.º) (1242-1287-1290-1314) | Esteban I de Bosnia Ban de Bosnia (8.º) (1242-1287-1290-1314)                                       | Esteban I de Bosnia Ban de Bosnia (8.º) (1242-1287-1290-1314)                                       | | | | |  |  |                                                              |                                                              |                                                              |                                                              | Jorge II de Bribir                                           | Jorge II de Bribir                                           | Jorge II de Bribir | Jorge II de Bribir | Jorge II de Bribir   | Jorge II de Bribir   |                      |                      |                      |                      |  |  |  |  |  |  |
| |  |  |  | | | | | | | | | | |                                                            |                                                            |                                                            |                                                            |                                                         |                                                         | | | | | | |                                                               |                                                               | | | | | | |  |  |                                                              |                                                              |                                                              |                                                              |                                                              |                                                              |                    |                    |                      |                      |                      |                      |                      |                      |  |  |  |  |  |  |
| |  |  |  | | | | | | | | | | |                                                            |                                                            |                                                            |                                                            |                                                         |                                                         | | | | | | |                                                               |                                                               | | | | | | |  |  |                                                              |                                                              |                                                              |                                                              |                                                              |                                                              |                    |                    |                      |                      |                      |                      |                      |                      |  |  |  |  |  |  |
| |  |  |  | Uroš IV Dušan de Serbia Rey de Serbia (5.º) (emperador de los serbios y los griegos, 1346-1355) (1308-1331-1355) | Uroš IV Dušan de Serbia Rey de Serbia (5.º) (emperador de los serbios y los griegos, 1346-1355) (1308-1331-1355) | Uroš IV Dušan de Serbia Rey de Serbia (5.º) (emperador de los serbios y los griegos, 1346-1355) (1308-1331-1355) | Uroš IV Dušan de Serbia Rey de Serbia (5.º) (emperador de los serbios y los griegos, 1346-1355) (1308-1331-1355) | Uroš IV Dušan de Serbia Rey de Serbia (5.º) (emperador de los serbios y los griegos, 1346-1355) (1308-1331-1355)                                                                                   | Uroš IV Dušan de Serbia Rey de Serbia (5.º) (emperador de los serbios y los griegos, 1346-1355) (1308-1331-1355)                                                                                   | | | Esteban II de Bosnia Ban de Bosnia (10.º) (1292-1322-1353) | Esteban II de Bosnia Ban de Bosnia (10.º) (1292-1322-1353) | Esteban II de Bosnia Ban de Bosnia (10.º) (1292-1322-1353) | Esteban II de Bosnia Ban de Bosnia (10.º) (1292-1322-1353) | Esteban II de Bosnia Ban de Bosnia (10.º) (1292-1322-1353) | Esteban II de Bosnia Ban de Bosnia (10.º) (1292-1322-1353) |                                                         |                                                         | | | | | | |                                                               |                                                               | Vladislav de Bosnia regente del Ban de Bosnia (1295-1353-1354)                                      | Vladislav de Bosnia regente del Ban de Bosnia (1295-1353-1354)                                      | Vladislav de Bosnia regente del Ban de Bosnia (1295-1353-1354)                                      | Vladislav de Bosnia regente del Ban de Bosnia (1295-1353-1354)                                      | Vladislav de Bosnia regente del Ban de Bosnia (1295-1353-1354)                                      | Vladislav de Bosnia regente del Ban de Bosnia (1295-1353-1354)                                      |  |  | Jelena de Bribir                                             | Jelena de Bribir                                             | Jelena de Bribir                                             | Jelena de Bribir                                             | Jelena de Bribir                                             | Jelena de Bribir                                             |                    |                    | Mladen III de Bribir | Mladen III de Bribir | Mladen III de Bribir | Mladen III de Bribir | Mladen III de Bribir | Mladen III de Bribir |  |  |  |  |  |  |
| |  |  |  | Uroš IV Dušan de Serbia Rey de Serbia (5.º) (emperador de los serbios y los griegos, 1346-1355) (1308-1331-1355) | Uroš IV Dušan de Serbia Rey de Serbia (5.º) (emperador de los serbios y los griegos, 1346-1355) (1308-1331-1355) | Uroš IV Dušan de Serbia Rey de Serbia (5.º) (emperador de los serbios y los griegos, 1346-1355) (1308-1331-1355) | Uroš IV Dušan de Serbia Rey de Serbia (5.º) (emperador de los serbios y los griegos, 1346-1355) (1308-1331-1355) | Uroš IV Dušan de Serbia Rey de Serbia (5.º) (emperador de los serbios y los griegos, 1346-1355) (1308-1331-1355)                                                                                   | Uroš IV Dušan de Serbia Rey de Serbia (5.º) (emperador de los serbios y los griegos, 1346-1355) (1308-1331-1355)                                                                                   | | | Esteban II de Bosnia Ban de Bosnia (10.º) (1292-1322-1353) | Esteban II de Bosnia Ban de Bosnia (10.º) (1292-1322-1353) | Esteban II de Bosnia Ban de Bosnia (10.º) (1292-1322-1353) | Esteban II de Bosnia Ban de Bosnia (10.º) (1292-1322-1353) | Esteban II de Bosnia Ban de Bosnia (10.º) (1292-1322-1353) | Esteban II de Bosnia Ban de Bosnia (10.º) (1292-1322-1353) |                                                         |                                                         | | | | | | |                                                               |                                                               | Vladislav de Bosnia regente del Ban de Bosnia (1295-1353-1354)                                      | Vladislav de Bosnia regente del Ban de Bosnia (1295-1353-1354)                                      | Vladislav de Bosnia regente del Ban de Bosnia (1295-1353-1354)                                      | Vladislav de Bosnia regente del Ban de Bosnia (1295-1353-1354)                                      | Vladislav de Bosnia regente del Ban de Bosnia (1295-1353-1354)                                      | Vladislav de Bosnia regente del Ban de Bosnia (1295-1353-1354)                                      |  |  | Jelena de Bribir                                             | Jelena de Bribir                                             | Jelena de Bribir                                             | Jelena de Bribir                                             | Jelena de Bribir                                             | Jelena de Bribir                                             |                    |                    | Mladen III de Bribir | Mladen III de Bribir | Mladen III de Bribir | Mladen III de Bribir | Mladen III de Bribir | Mladen III de Bribir |  |  |  |  |  |  |
| |  |  |  | | | | | | | | | | |                                                            |                                                            |                                                            |                                                            |                                                         |                                                         | | | | | | |                                                               |                                                               | | | | | | |  |  |                                                              |                                                              |                                                              |                                                              |                                                              |                                                              |                    |                    |                      |                      |                      |                      |                      |                      |  |  |  |  |  |  |
| |  |  |  | | | | | | | | | | |                                                            |                                                            |                                                            |                                                            |                                                         |                                                         | | | | | | |                                                               |                                                               | | | | | | |  |  |                                                              |                                                              |                                                              |                                                              |                                                              |                                                              |                    |                    |                      |                      |                      |                      |                      |                      |  |  |  |  |  |  |
| |  |  |  | Uroš V de Serbia Emperador de Serbia (6.º) (coemperador, 1346-1355) (1336-1346-1371)                             | Uroš V de Serbia Emperador de Serbia (6.º) (coemperador, 1346-1355) (1336-1346-1371)                             | Uroš V de Serbia Emperador de Serbia (6.º) (coemperador, 1346-1355) (1336-1346-1371)                             | Uroš V de Serbia Emperador de Serbia (6.º) (coemperador, 1346-1355) (1336-1346-1371)                             | Uroš V de Serbia Emperador de Serbia (6.º) (coemperador, 1346-1355) (1336-1346-1371) | Uroš V de Serbia Emperador de Serbia (6.º) (coemperador, 1346-1355) (1336-1346-1371) | | | Isabel de Bosnia | Isabel de Bosnia | Isabel de Bosnia                                           | Isabel de Bosnia                                           | Isabel de Bosnia                                           | Isabel de Bosnia                                           |                                                         |                                                         | Luis I de Hungría Rey de Hungría y Croacia (desde 1342) Ry de Polonia(desde 1370) (1326-1342-1382) | Luis I de Hungría Rey de Hungría y Croacia (desde 1342) Ry de Polonia(desde 1370) (1326-1342-1382) | Luis I de Hungría Rey de Hungría y Croacia (desde 1342) Ry de Polonia(desde 1370) (1326-1342-1382) | Luis I de Hungría Rey de Hungría y Croacia (desde 1342) Ry de Polonia(desde 1370) (1326-1342-1382) | Luis I de Hungría Rey de Hungría y Croacia (desde 1342) Ry de Polonia(desde 1370) (1326-1342-1382) | Luis I de Hungría Rey de Hungría y Croacia (desde 1342) Ry de Polonia(desde 1370) (1326-1342-1382) |                                                               |                                                               | Tvrtko I de Bosnia Ban de Bosnia (11.º) (1353-1366, 1367-1377) Rey de Bosnia (1.º) (1338-1377-1391) | Tvrtko I de Bosnia Ban de Bosnia (11.º) (1353-1366, 1367-1377) Rey de Bosnia (1.º) (1338-1377-1391) | Tvrtko I de Bosnia Ban de Bosnia (11.º) (1353-1366, 1367-1377) Rey de Bosnia (1.º) (1338-1377-1391) | Tvrtko I de Bosnia Ban de Bosnia (11.º) (1353-1366, 1367-1377) Rey de Bosnia (1.º) (1338-1377-1391) | Tvrtko I de Bosnia Ban de Bosnia (11.º) (1353-1366, 1367-1377) Rey de Bosnia (1.º) (1338-1377-1391) | Tvrtko I de Bosnia Ban de Bosnia (11.º) (1353-1366, 1367-1377) Rey de Bosnia (1.º) (1338-1377-1391) |  |  | Vuk de Bosnia Ban de Bosnia (12.º) (c.1345-1366-1367-p.1378) | Vuk de Bosnia Ban de Bosnia (12.º) (c.1345-1366-1367-p.1378) | Vuk de Bosnia Ban de Bosnia (12.º) (c.1345-1366-1367-p.1378) | Vuk de Bosnia Ban de Bosnia (12.º) (c.1345-1366-1367-p.1378) | Vuk de Bosnia Ban de Bosnia (12.º) (c.1345-1366-1367-p.1378) | Vuk de Bosnia Ban de Bosnia (12.º) (c.1345-1366-1367-p.1378) |                    |                    |                      |                      |                      |                      |                      |                      |  |  |  |  |  |  |
| |  |  |  | Uroš V de Serbia Emperador de Serbia (6.º) (coemperador, 1346-1355) (1336-1346-1371)                             | Uroš V de Serbia Emperador de Serbia (6.º) (coemperador, 1346-1355) (1336-1346-1371)                             | Uroš V de Serbia Emperador de Serbia (6.º) (coemperador, 1346-1355) (1336-1346-1371)                             | Uroš V de Serbia Emperador de Serbia (6.º) (coemperador, 1346-1355) (1336-1346-1371)                             | Uroš V de Serbia Emperador de Serbia (6.º) (coemperador, 1346-1355) (1336-1346-1371) | Uroš V de Serbia Emperador de Serbia (6.º) (coemperador, 1346-1355) (1336-1346-1371) | | | Isabel de Bosnia | Isabel de Bosnia | Isabel de Bosnia                                           | Isabel de Bosnia                                           | Isabel de Bosnia                                           | Isabel de Bosnia                                           |                                                         |                                                         | Luis I de Hungría Rey de Hungría y Croacia (desde 1342) Ry de Polonia(desde 1370) (1326-1342-1382) | Luis I de Hungría Rey de Hungría y Croacia (desde 1342) Ry de Polonia(desde 1370) (1326-1342-1382) | Luis I de Hungría Rey de Hungría y Croacia (desde 1342) Ry de Polonia(desde 1370) (1326-1342-1382) | Luis I de Hungría Rey de Hungría y Croacia (desde 1342) Ry de Polonia(desde 1370) (1326-1342-1382) | Luis I de Hungría Rey de Hungría y Croacia (desde 1342) Ry de Polonia(desde 1370) (1326-1342-1382) | Luis I de Hungría Rey de Hungría y Croacia (desde 1342) Ry de Polonia(desde 1370) (1326-1342-1382) |                                                               |                                                               | Tvrtko I de Bosnia Ban de Bosnia (11.º) (1353-1366, 1367-1377) Rey de Bosnia (1.º) (1338-1377-1391) | Tvrtko I de Bosnia Ban de Bosnia (11.º) (1353-1366, 1367-1377) Rey de Bosnia (1.º) (1338-1377-1391) | Tvrtko I de Bosnia Ban de Bosnia (11.º) (1353-1366, 1367-1377) Rey de Bosnia (1.º) (1338-1377-1391) | Tvrtko I de Bosnia Ban de Bosnia (11.º) (1353-1366, 1367-1377) Rey de Bosnia (1.º) (1338-1377-1391) | Tvrtko I de Bosnia Ban de Bosnia (11.º) (1353-1366, 1367-1377) Rey de Bosnia (1.º) (1338-1377-1391) | Tvrtko I de Bosnia Ban de Bosnia (11.º) (1353-1366, 1367-1377) Rey de Bosnia (1.º) (1338-1377-1391) |  |  | Vuk de Bosnia Ban de Bosnia (12.º) (c.1345-1366-1367-p.1378) | Vuk de Bosnia Ban de Bosnia (12.º) (c.1345-1366-1367-p.1378) | Vuk de Bosnia Ban de Bosnia (12.º) (c.1345-1366-1367-p.1378) | Vuk de Bosnia Ban de Bosnia (12.º) (c.1345-1366-1367-p.1378) | Vuk de Bosnia Ban de Bosnia (12.º) (c.1345-1366-1367-p.1378) | Vuk de Bosnia Ban de Bosnia (12.º) (c.1345-1366-1367-p.1378) |                    |                    |                      |                      |                      |                      |                      |                      |  |  |  |  |  |  |
| |  |  |  | | | | | | | | | | |                                                            |                                                            |                                                            |                                                            |                                                         |                                                         | | | | | | |                                                               |                                                               | | | | | | |  |  |                                                              |                                                              |                                                              |                                                              |                                                              |                                                              |                    |                    |                      |                      |                      |                      |                      |                      |  |  |  |  |  |  |
| |  |  |  | | | | | Segismundo de Luxemburgo Elector de Brandeburgo (1378-1388, 1411-1415) Rey de Hungría y Croacia (1387-1437) Rey de Bohemia (desde 1419) Emperador del Sacro Imperio (1433-1437) (c.1368-1366-1437) | Segismundo de Luxemburgo Elector de Brandeburgo (1378-1388, 1411-1415) Rey de Hungría y Croacia (1387-1437) Rey de Bohemia (desde 1419) Emperador del Sacro Imperio (1433-1437) (c.1368-1366-1437) | Segismundo de Luxemburgo Elector de Brandeburgo (1378-1388, 1411-1415) Rey de Hungría y Croacia (1387-1437) Rey de Bohemia (desde 1419) Emperador del Sacro Imperio (1433-1437) (c.1368-1366-1437) | Segismundo de Luxemburgo Elector de Brandeburgo (1378-1388, 1411-1415) Rey de Hungría y Croacia (1387-1437) Rey de Bohemia (desde 1419) Emperador del Sacro Imperio (1433-1437) (c.1368-1366-1437) | Segismundo de Luxemburgo Elector de Brandeburgo (1378-1388, 1411-1415) Rey de Hungría y Croacia (1387-1437) Rey de Bohemia (desde 1419) Emperador del Sacro Imperio (1433-1437) (c.1368-1366-1437) | Segismundo de Luxemburgo Elector de Brandeburgo (1378-1388, 1411-1415) Rey de Hungría y Croacia (1387-1437) Rey de Bohemia (desde 1419) Emperador del Sacro Imperio (1433-1437) (c.1368-1366-1437) |                                                            |                                                            | María I de Hungría                                         | María I de Hungría                                         | María I de Hungría                                      | María I de Hungría                                      | María I de Hungría                                                                                 | María I de Hungría                                                                                 | | | | |                                                               |                                                               | | | | | | |  |  |                                                              |                                                              |                                                              |                                                              |                                                              |                                                              |                    |                    |                      |                      |                      |                      |                      |                      |  |  |  |  |  |  |
| |  |  |  | | | | | Segismundo de Luxemburgo Elector de Brandeburgo (1378-1388, 1411-1415) Rey de Hungría y Croacia (1387-1437) Rey de Bohemia (desde 1419) Emperador del Sacro Imperio (1433-1437) (c.1368-1366-1437) | Segismundo de Luxemburgo Elector de Brandeburgo (1378-1388, 1411-1415) Rey de Hungría y Croacia (1387-1437) Rey de Bohemia (desde 1419) Emperador del Sacro Imperio (1433-1437) (c.1368-1366-1437) | Segismundo de Luxemburgo Elector de Brandeburgo (1378-1388, 1411-1415) Rey de Hungría y Croacia (1387-1437) Rey de Bohemia (desde 1419) Emperador del Sacro Imperio (1433-1437) (c.1368-1366-1437) | Segismundo de Luxemburgo Elector de Brandeburgo (1378-1388, 1411-1415) Rey de Hungría y Croacia (1387-1437) Rey de Bohemia (desde 1419) Emperador del Sacro Imperio (1433-1437) (c.1368-1366-1437) | Segismundo de Luxemburgo Elector de Brandeburgo (1378-1388, 1411-1415) Rey de Hungría y Croacia (1387-1437) Rey de Bohemia (desde 1419) Emperador del Sacro Imperio (1433-1437) (c.1368-1366-1437) | Segismundo de Luxemburgo Elector de Brandeburgo (1378-1388, 1411-1415) Rey de Hungría y Croacia (1387-1437) Rey de Bohemia (desde 1419) Emperador del Sacro Imperio (1433-1437) (c.1368-1366-1437) |                                                            |                                                            | María I de Hungría                                         | María I de Hungría                                         | María I de Hungría                                      | María I de Hungría                                      | María I de Hungría                                                                                 | María I de Hungría                                                                                 | | | | |                                                               |                                                               | | | | | | |  |  |                                                              |                                                              |                                                              |                                                              |                                                              |                                                              |                    |                    |                      |                      |                      |                      |                      |                      |  |  |  |  |  |  |